# Тюсь (посёлок)
Тюсь — посёлок в Добрянском районе Пермского края. Входит в состав Добрянского городского поселения.

## География
Расположен на реке Тюсь, примерно в 10,5 км к северо-востоку от райцентра, города Добрянка.

## Население
| 2010 |
| ---- |
| 19   |

## Улицы
- Клубная ул.
- Трудовая ул.
- Фанерная ул.

## Топографические карты
- Лист карты O-40-53 Доьрянка. Масштаб: 1 : 100 000. Издание 1977 г.